# Église du Saint-Archange de Bukovik
Ne doit pas être confondu avec Église des Saints-Archanges.
L'église du Saint-Archange de Bukovik (en serbe cyrillique : Црква Св. Арханђела у Буковику ; en serbe latin : Crkva Sv. Arhanđela u Bukoviku) est une église orthodoxe serbe située à Bukovik, dans le district de Zlatibor et dans la municipalité de Nova Varoš en Serbie. Elle est inscrite sur la liste des monuments culturels protégés de la république de Serbie (identifiant no SK 536).

## Présentation
Selon la tradition, l'église a été construite en hêtre au début du XVIIe siècle puis, au XVIIIe siècle, elle a été rénovée grâce à la famille Borisavljević de Priboj